# Doëtte Angliviel
Odette Mathilde Fourgassié, dite Doëtte Angliviel, née le 9 décembre 1898 à Castres et morte le 20 mars 1948 à Toulouse, est une femme de lettres française, poétesse et romancière.

## Biographie
Elle est née à Castres, avenue Albert Ier situé près du centre-ville. 

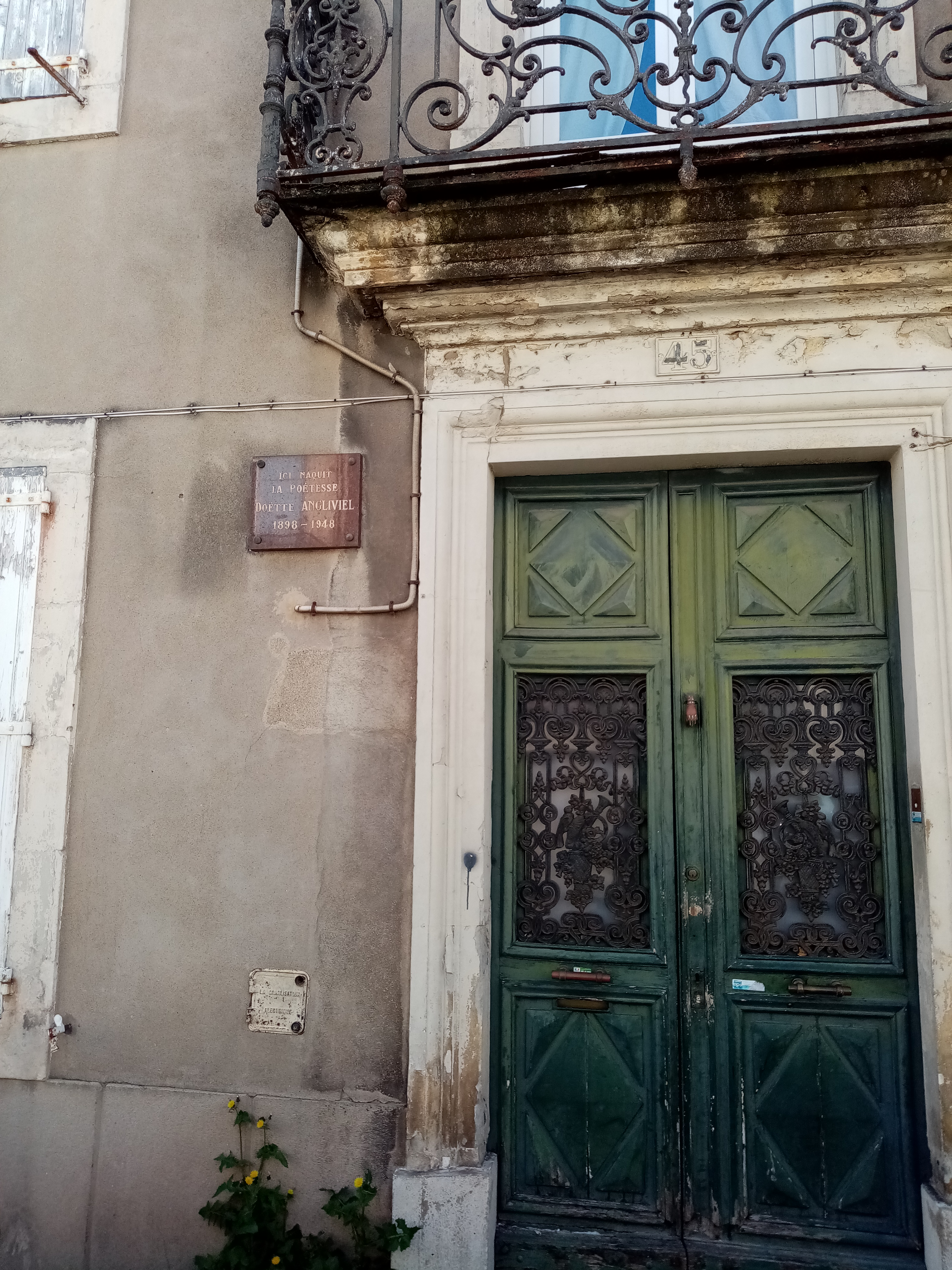
Maison natale au XIXe siècle de la poétesse à Castres.

Très tôt attirée par l'écriture, en 1919, elle devient vice-présidente de la société « Les Jeunes », qui crée une revue, L'Expansion. Elle épouse Charles Bauby, fondateur de La Tramontane (revue française, puis bilingue catalan/français) ; ils résident à Saint-Simon, propriété Les cigales. Ils auront trois enfants, dont un fils en 1925 à qui Doëtte dédie un poème. Elle perd sa première fille Yolaine alors que celle-ci est encore en bas âge. Elle collabore à La Semaine de Suzette, écrit des recueils de poèmes et des romans. Membre de la Société des poètes français, elle est élue en 1938 à l'Académie des Poètes de Bruxelles. Elle meurt le 20 mars 1948,.

## Prix et distinctions
Liste de ses prix et distinctions dans diverses revues ; en particulier :
- Primevère d'argent pour l'idylle  Jeux au jardin
- 1914, muguet d'argent de l'Académie des jeux floraux pour L'Impossible voyage[11]
- 1928, prix Pujol pour Jardins sur la Garonne et Jardins sur la mer[12]
- 1928, prix du roman pour la jeunesse pour Le Fiancé de carton[13]
- Lys d'or, Aplech littéraire de Font-Romeu (Voix de Catalogne, La. Année 36, no. 9399-9413, 1926) ; pour Je viens à vous, ô désaltérante fontaine[14]
- 1935 prix de Rohan (Société des poètes français)[15]

(liste non exhaustive)

## Œuvres
- La Lune des Chats. Bois gravés de René Henry-Munsch À la Connaissance, 1923
- Le fiancé de carton roman, suivi de La nouvelle Cendrillon  Gedalge 1928[16]
- Jeux au jardin, poèmes Dessins de Henry Rey L'Archer, 1929.
- Instincts, poèmes  Libr. du Phare, 1935.
- Volonté de l'ombre, poèmes Éd. littéraires de France, 1939
- L´alphabet de la mort, éd. Chantal Toulouse 1942
- La Dernière des fées, conte par Doëtte Angliviel et Brigitte Ailly. Illustrations de Francis Prompt  ed Chantal Toulouse 1943[17]
- L'Homme au sable. Illustrations de Louis Neumann Ed. Chantal, Toulouse, 1944
- " Les chansons de l'herbe et de la rosée " Paroles de Döette Angliviel. Musique de Louis Crassous. Illustrations de Maurice Tranchant. Toulouse - Paris, 1945
- Le cheval fou, fiction Éd. de la Tramontane, 1947[18]
- La dame sans nom Encres de chine de Moussia de St-Avit Les amis de Doëtte Angliviel 1960 (édition posthume)

Un poème Automne roux... (L'Archer. Revue mensuelle de littérature et d'art 1929)

## Postérité
- Hommage à Doëtte Angliviel (Collectif,  Tramontane, n° 493-494, 1966)[19]
- Stèles pour des amis et des maitres défunts Gabriel Blanc 1966 (les sites de vente donnent Gabriel Blanc comme frère de Doëtte Angliviel)
- Prix littéraire Doëtte Angliviel[20]